# Come Away with Me
Come Away With Me é o álbum de estreia lançado pela pianista e cantora Norah Jones, em 2002. O álbum vendeu mais de 23 milhões de cópias mundialmente, sendo 10.5 milhões apenas nos Estados Unidos, ganhando disco de diamante. Este álbum está na lista dos 200 álbuns definitivos no Rock and Roll Hall of Fame
| Críticas profissionais                                                      | Críticas profissionais |
| Avaliações da crítica                                                       | Avaliações da crítica  |
| Fonte                                                                       | Avaliação              |
| --------------------------------------------------------------------------- | ---------------------- |
| PopMatters                                                                  | (favorável)            |
| Los Angeles Times                                                           | [ 3 ]                  |
| Los Angeles Daily News                                                      | [ 4 ]                  |
| The A.V. Club                                                               | (favorável)            |
| Vibe                                                                        | [ 6 ]                  |
| Allmusic                                                                    | [ 7 ]                  |
| Entertainment Weekly                                                        | (A-)                   |
| Sputnikmusic                                                                | [ 9 ]                  |
| The Village Voice                                                           | (favorável)            |
| Rolling Stone                                                               | [ 11 ]                 |
| Esta tabela precisa de ser acompanhada por texto em prosa. Consulte o guia. |                        |

## Faixas
1. "Don't Know Why" (Jesse Harris) – 3:06
2. "Seven Years" (Lee Alexander) – 2:25
3. "Cold, Cold Heart" (Hank Williams) – 3:38
4. "Feelin' the Same Way" (Alexander) – 2:57
5. "Come Away with Me" (Norah Jones) – 3:18
6. "Shoot the Moon" (Harris) – 3:56
7. "Turn Me On" (John D. Loudermilk) – 2:34
8. "Lonestar" (Alexander) – 3:06
9. "I've Got to See You Again" (Harris) – 4:13
10. "Painter Song" (Alexander, J.C. Hopkins) – 2:42
11. "One Flight Down" (Harris) – 3:05
12. "Nightingale" (Jones) – 4:12
13. "The Long Day Is Over" (Harris, Jones) – 2:44
14. "The Nearness of You" (Hoagy Carmichael, Ned Washington) – 3:07

### Edição Deluxe (Cd e DVD)
1. "Cold, Cold Heart"
2. "Nightingale"
3. "One Flight Down"
4. "Seven Years"
5. "Feelin' the Same Way"
6. "Comes Love"
7. "Something Is Calling You"
8. "Come Away with Me"
9. "What Am I to You?"
10. "Painter Song"
11. "Lonestar"
12. "I've Got to See You Again"
13. "Bessie Smith"
14. "Don't Know Why"
15. "Tennessee Waltz" (Encore)
16. "Come Away with Me" [Music Video]

## Certificações
| Parada                            | Certificação | Vendas      | Semanas |
| --------------------------------- | ------------ | ----------- | ------- |
| EUA RIAA                          | Diamante     | 10,515,000+ |         |
| Europa IFPI                       | 7× Platina   | 7,000,000+  |         |
| Reino Unido BPI                   | 7× Platina   | 2,432,714   |         |
| França IFPI                       | 2× Diamante  | 1,627,800+  | 106     |
| Canadá Music Canada               | Diamante     | 1,000,000   |         |
| Alemanha IFPI                     | 2× Platina   | 600,000+    |         |
| Austrália ARIA                    | 10× Platina  | 700,000+    | 106     |
| Brasil ABPD                       | Platina      | 250,000+    |         |
| Holanda NVPI/Megacharts           | 3× Platina   | 240,000+    | 104     |
| Argentina CAPIF                   | 5× Platina   | 200,000+    |         |
| Nova Zelândia RIANZ               | 11× Platina  | 165,000+    | 94      |
| Dinamarca GPF                     | 3× Platina   | 90,000+     | 115     |
| Suíça Media Control Charts        | 2× Platina   | 80,000+     | 132     |
| Suécia GPF                        | Platina      | 60,000+     | 106     |
| Áustria Media Control Charts/IFPI | 2× Platina   | 60,000+     | 101     |
| México Amprofon                   | Ouro         | 50,000+     |         |